# Алајсијаге
Алајсијаге (Alaisiagae) су две келтске богиње, галско-римског пантеона. Имена су им била Беда (Beda) и Будихилија (Boudihillia), а представљале су божански погреб (Беда) и победничку пуноћу (Будихилија).

## Етимологија
Будихилија је изведено из пра-кетлика, од речи Bōud-ī-hīlījā чије је значење - пуноћа победе. Беда је истог порекла, од речи Bed-ā, која се преводи као погреб. Алајсијаге је такође сложеница из пра-келтика - Ad-lājsījā-agai, са значењем она која шаље страхове или оне које шаљу страхове.

## Паралеле
Алајсијаге су, по запису са олтарског камена тврђаве на Хадријановом Зиду, имале своје пандане у германској митологији: Будихилија се изједначава са германском Фимиленом (Fimmilena), а Беда са Фријагабис (Friagabis).
Сматра се да су ове богиње оригинерно келског порекла и да у њихову митологију нису ушле из римског пантеона, између осталог и зато што су њихова имена, ван сваке расправе, келтска.
Беду би, због сличности имена, било могуће повезати са Рикагумбедом.
Постоје извори који тврде да су Алајсијаге у основи из нордијске митологије и да их треба упоредити са Валкирама.

## Култ
Алајсијаге су поштоване у Римској Британији (онај део данашње Британије који су покорили Римљани).
Олтарски каменови који су им били посвећени откривени су у Уједињеном Краљевству, у тврђави Хаусестидс (Housesteads), на Хадријановом Зиду.
Још један поклонички центар је вероватно био град Битбург (Bitburg), на немачко-белгијској граници, који се раније звао Beda Vicus, што и на келтском и на германском занчи Бедино Село. У време Римљана, ово је била романо-келтска територија, будући да се налази западно од Рајне.

## Историјски остаци
Један од записа о овим богињама је завет:
- - „Богу Марсу Тинксу и двема Алајсијагама, Беди и Фимилени, и божанском духу царевом, германски кланаш из Туихантиса вољно и заслужено с надом уздиже глас."
- Ове богиње се вероватно помињу у два грчка записа забележена у L' Année Épigraphique 1973.